# 72 Feronia
Feronia (asteroide 72) é um asteroide da cintura principal com um diâmetro de 85,9 quilómetros, a 1,99329191 UA. Possui uma excentricidade de 0,12048538 e um período orbital de 1 246,17 dias (3,41 anos).
Feronia tem uma velocidade orbital média de 19,7846707 km/s e uma inclinação de 5,41735104º.
Este asteroide foi descoberto em 29 de Maio de 1861 por Christian Peters. Seu nome vem da personagem mitológica etrusca Ferônia.